# Organo del Duomo di Innsbruck

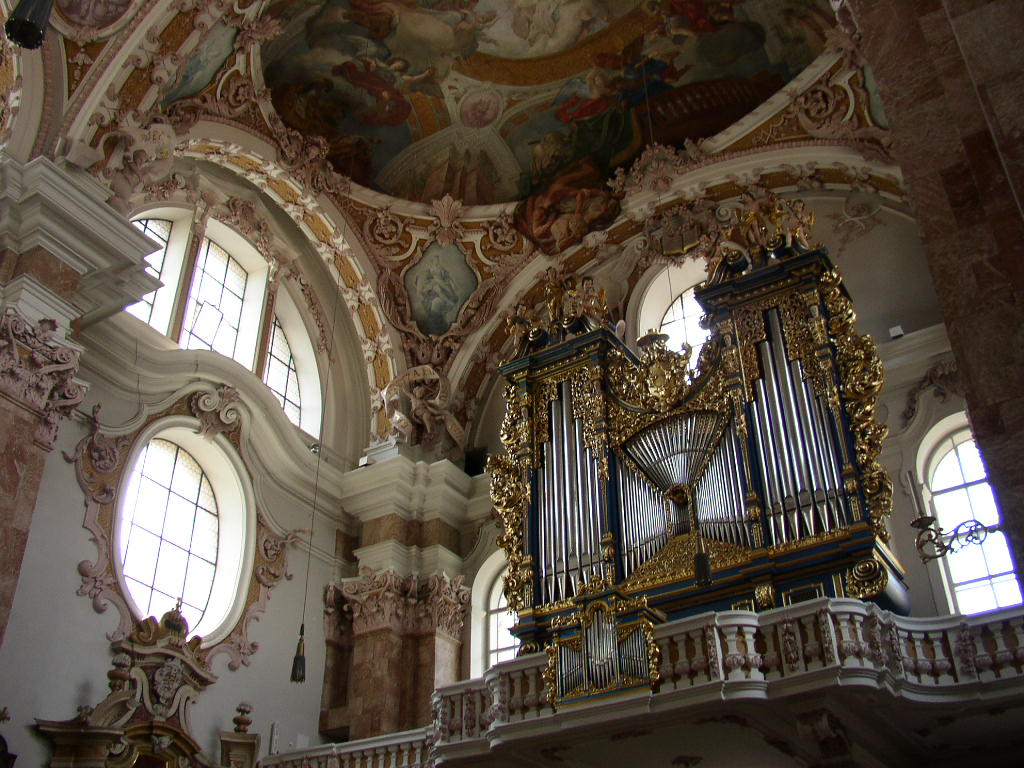
L'organo della cattedrale di San Giorgio a Innsbruck

L'organo della cattedrale di San Giacomo a Innsbruck è un monumentale organo a canne situato nel duomo di Innsbruck, nel Tirolo, Austria.

## Storia
In seguito al violento terremoto che colpì Innsbruck nel 1689, la chiesa dedicata a san Giacomo Maggiore andò distrutta e venne ricostruita tra il 1717 e 1724 in stile barocco. In tal frangente, agli inizi del 1720, al meranese Johann Kaspar Humpel fu affidata la costruzione di un organo a canne, finanziata soprattutto dal parroco monsignor Matthias Tausch. La realizzazione della cassa, affidata a Christian Stippler e Peter Trolff, venne ultimata nella primavera del 1722 e il suo apparato decorativo di angeli e putti venne eseguito nel 1724 da Nikolaus Moll. L'organo venne completato nel 1725 e inaugurato l'8 settembre dello stesso anno. L'organo aveva i registri distribuiti fra due tastiere e pedaliera e due accessori (Tympani e Tremolo). Di seguito, la sua disposizione fonica:
| Hauptwerk       |    |
| Principal       | 8' |
| Gamba           | 8' |
| Copel           | 8' |
| Prinzipal piano | 8' |
| Vivara          | 8' |
| Octav           | 4' |
| Flöte           | 4' |
| Quint           | 3' |
| Quint           | 3' |
| Super-Octav     | 2' |
| Cornett         |    |
| Mixtur          |    |
| Cymbel          |    |
| Decima          |    |

| Positiv         |    |
| Principal forte | 8' |
| Principal piano | 8' |
| Octav           | 4' |
| Flöte           | 4' |
| Quint           | 3' |
| Super-Octav     | 2' |
| Cornett         |    |
| Mixtur          |    |
| Quint 3/4'      |    |
| Oboe            |    |

| Pedal          |     |
| Subbass        | 16' |
| Posaune        | 8'  |
| Principal-Bass | 16' |
| Principal-Bass | 8'  |
| ?              |     |
| ?              |     |
| Mixtur-Bass    |     |
| Cymbel-Bass    |     |

Nel 1873, l'organaro Joseph Sies redige una relazione sullo stato dell'organo e un preventivo di spesa per il suo restauro, che venne effettuato nel 1875. L'organaro modificò l'originaria disposizione portando i registri a 31 sostituendone 13 dei vecchi con nuovi.
Nel 1892, in seguito al danneggiamento dell'organo durante i restauri degli affreschi, l'organaro Franz Reinisch di Steinach am Brenner sostituì lo strumento con uno nuovo di 33 registri, mantenendo di quello precedente la cassa barocca e 6 registri. Il nuovo organo era a trasmissione pneumatica ed aveva due tastiere di 54 note ciascuna e pedaliera di 27 tasti, con la seguente disposizione fonica:
| I - Hauptwerk   |        |
| Prinzipal       | 16'    |
| Prinzipal       | 8'     |
| Prinzipal piano | 8'     |
| Gamba           | 8'     |
| Salicional      | 8'     |
| Flauto amabile  | 8'     |
| Gedackt         | 8'     |
| Gemshorn        | 4'     |
| Spitzflöte      | 4'     |
| Oktav           | 2'     |
| Quint           | 5.2/3' |
| Rauschquint     | 2.2/3' |
| Cornet 5-6 fach | 4'     |
| Mixtur 5-6 fach | 2.2/3' |
| Trompete        | 8'     |

| II - Nebenwerk  |     |
| Geigenprinzipal | 8'  |
| Dolce           | 8'  |
| Aeoline         | 8'  |
| Flauto          | 8'  |
| Clarino         | 8'  |
| Rohrflöte       | 4'  |
| Fugara          | 4'  |
| Lieblichgedackt | 16' |
| Mixtur Cornet   | 2'  |

| Pedal         |         |
| Prinzipalbass | 16'     |
| Violonbass    | 16'     |
| Cello         | 8'      |
| Octavbass     | 8'      |
| Quintbass     | 10.2/3' |
| Subbass       | 16'     |
| Bombardon     | 16'     |
| Posaune       | 8'      |
| Flötbass      | 4'      |

Nel 1924 venne nominato direttore del coro Karl Koch che, ritenendo l'organo Reinisch inadatto, incaricò, nel 1931, la ditta Rieger Orgelbau di costruirne uno nuovo. Lo strumento vecchio venne acquistato dalla parrocchiale di Hotting e quello nuovo venne installato all'interno della cassa settecentesca; quest'ultimo era a trasmissione elettro-pneumatico e disponeva di 75 registri distribuiti su quattro manuali, di 58 note ciascuno, e pedaliera, di 30 note. I registri corrispondenti alla quarta tastiera (Fernwerk) erano alloggiati all'interno della cupola e svolgevano la funzione di corpo eco. La consolle era collocata nella cantoria sopra l'ingresso, con i registri comandati da placchette a bilico poste ai due lati delle tastiere. Di seguito la disposizione fonica:
| I - Hauptwerk    |        |
| Prinzipal        | 16'    |
| Bourdon          | 16'    |
| Prinzipal mayor  | 8'     |
| Viola di gamba   | 8'     |
| Salicional       | 8'     |
| Gedackt          | 8'     |
| Flute harmonique | 8'     |
| Oktave           | 4'     |
| Spitzflöte       | 4'     |
| Rohrflöte        | 4'     |
| Superktave       | 2'     |
| Terz             | 1.3/5' |
| Quinte           | 2.2/3' |
| Kornett          | 6 fach |
| Mixtur           | 4 fach |
| Cymbel           | 3 fach |
| Trompete         | 8'     |
| Clairon          | 4'     |

| II - Positiv      |        |
| Lieblichgedackt   | 16'    |
| Prinzipal minor   | 8'     |
| Gemshorn          | 8'     |
| Quintade          | 8'     |
| Nachthorn gedackt | 8'     |
| Prinzipal         | 4'     |
| Salicett          | 4'     |
| Blockflöte        | 4'     |
| Nasard            | 2.2/3' |
| Piccolo           | 2'     |
| Gemshornterz      | 1.3/5' |
| Sifflöte          | 1'     |
| Mixtur            | 3 fach |
| Krummhorn         | 8'     |
| Geigend regal     | 4'     |

| III - Schwellwerk   |        |
| Fugara              | 16'    |
| Hornprinzipal       | 8'     |
| Gamba               | 8'     |
| Vox coelestis       | 8'     |
| Flauto tibia        | 8'     |
| Lieblich gedackt    | 8'     |
| Prestant            | 4'     |
| Holzflöte           | 4'     |
| Waldflöte           | 2'     |
| Terz                | 1.3/5' |
| Superquint          | 1.1/3' |
| Schwiegel           | 1'     |
| Plein jeu           | 6 fach |
| Dulcian             | 16'    |
| Trompête harmonique | 8'     |
| Clairon harmonique  | 4'     |

| IV - Fernwerk   |        |
| Stillgedackt    | 16'    |
| Flötenprinzipal | 8'     |
| Portunalflöte   | 8'     |
| Violine         | 8'     |
| Vox angelica    | 8'     |
| Kupferflöte     | 4'     |
| Flautino        | 2'     |
| Kornettmixtur   | 3 fach |
| Oboe            | 8'     |
| Vox humana      | 8'     |

| Pedal          |          |
| Prinzipalbaß   | 16'      |
| Violon         | 16'      |
| Subbaß         | 16'      |
| Echobaß        | 16'      |
| Quintbaß       | 10.2/3'  |
| Prinzipalflöte | 8'       |
| Gedackt        | 8'       |
| Choralbaß      | 4'       |
| Nachthorn      | 2'       |
| Pedalmixtur    | 3-5 fach |
| Sordun         | 32'      |
| Posaune        | 16'      |
| Dulcian        | 16'      |
| Trompete       | 8'       |
| Clairon        | 4'       |

Ai gravi danneggiamenti subiti dall'organo durante la seconda guerra mondiale non seguì alcun restauro: la consolle e i mantici furono infine ceduti alla parrocchia di Breitenfelder, quartiere di Vienna e riutilizzati per la costruzione di un nuovo strumento; nella cattedrale rimasero soltanto la cassa e la mostra, muta.
Nel 1998 è stato deciso di costruire all'interno della cassa settecentesca un nuovo organo, grazie alle sovvenzioni del principe consigliere Herbert Batliner e del Tirolo. La costruzione dello strumento è stata affidata alla ditta organaria Pirchner Orgelbau di Steinach am Brenner e il restauro della cassa alla ditta Wehinger/Heel. L'organo, completato in tutte le sue parti, è stato inaugurato il 1º luglio 2000.

## Descrizione

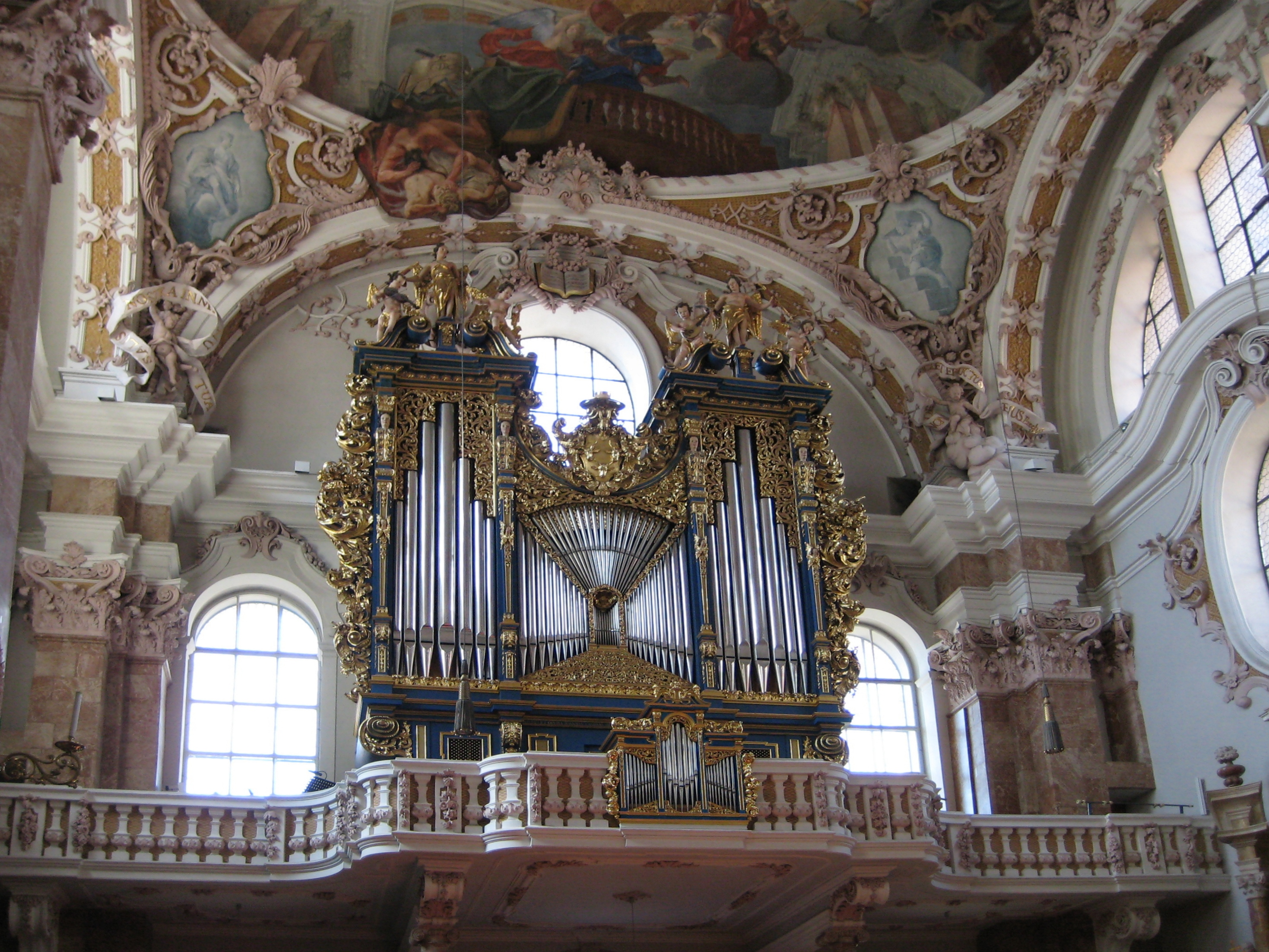
L'organo

L'organo a canne è situato sulla cantoria in controfacciata ed è racchiuso all'interno di una ricca cassa lignea, realizzata tra il 1721 e il 1724. Questa presenta una particolare mostra, costituita da canne di principale dell'ordine di 16' e articolata in più campi: i due campi laterali constano di sette canne ciascuno disposte a cuspide, con bocche a scudo; i due campi mediani di 10 canne ciascuno disposte ad ala, con bocche a mitria; sopra di essi vi sono delle canne con bocche a scudo disposte a raggiera; nel campo centrale, vi sono delle piccole canne disposte a semicerchio. Sulla sommità della cassa, vi sono delle statue raffiguranti degli Angeli musicanti che tengono in mano, da sinistra, un violino, una chiarina, un cornetto, una mandola, una chiarina e un flauto dolce. Sopra la parte centrale della cassa, si trova lo stemma di Matthias Tausch. Nella balaustra della cantoria, in posizione centrale, vi è il positivo tergale, con mostra di canne di principale in tre campi, al centro a cuspide ai lati ad ala.
L'organo è a trasmissione integralmente meccanica e conta 57 registri suddivisi fra tre manuali e pedale, per un totale di 3729 canne. La consolle dello strumento è costituita da tre tastiere (Hauptwerk, prima tastiera, Oberwerk, seconda tastiera, espressivo, e Unterwerk, terza tastiera, espressivo, di 56 note, da Do1 a Sol5; Rückpositiv, sulla terza tastiera, di 34 note, da Fa2 a Re5) e pedaliera concava di 30 note (Do1-Fa3); i registri sono comandati da pomelli ad estrazione posti su più file ai lati delle tastiere.
La disposizione fonica dello strumento è la seguente:
| I - Hauptwerk   |        |
| Bordun          | 16     |
| Prinzipal       | 8      |
| Voce umana      | 8      |
| Hohlflöte       | 8      |
| Gamba           | 8      |
| Oktave          | 4      |
| Spitzflöte      | 4      |
| Quinte          | 2.2/3' |
| Superoktave     | 2      |
| Mixtur major IV | 2'     |
| Mixtur minor IV | 1.1/3' |
| Cornet V        | 8'     |
| Fagott          | 16     |
| Trompete        | 8      |
| Clairon         | 4'     |

| II - Oberwerk        |        |
| Quintadena           | 16     |
| Prinzipal            | 8      |
| Rohrflöte            | 8      |
| Salizional           | 8'     |
| Vox coelestis        | 8'     |
| Oktave               | 4'     |
| Nachthorn            | 4'     |
| Fugara               | 4'     |
| Nasard               | 2.2/3' |
| Oktave               | 2'     |
| Terz                 | 1.3/5' |
| Sifflet              | 1'     |
| Mixtur IV            | 1.1/3' |
| Trompette harmonique | 8'     |
| Cromorne             | 8'     |
| Tremulant            |        |

| III - Unterwerk |        |
| Gedeckt         | 8'     |
| Spitzgamba      | 8'     |
| Prinzipal       | 4'     |
| Gedeckt         | 4'     |
| Echokornett III | 2.2/3' |
| Flöte           | 2'     |
| Larigot         | 1.1/3' |
| Scharff III     | 1'     |
| Voix humaine    | 8      |
| Tremulant       |        |

| III - Rückpositiv |        |
| Prinzipal         | 8'     |
| Flöte             | 8'     |
| Prinzipal         | 4'     |
| Sesquialtera II   | 2.2/3' |
| Oktave            | 2'     |
| Mixtur III        | 1.1/3' |
| Trompete          | 8'     |

| Pedalwerk  |         |
| Prinzipal  | 16'     |
| Subbass    | 16'     |
| Violonbass | 16'     |
| Quintbass  | 10.2/3' |
| Oktavbass  | 8'      |
| Bassflöte  | 8'      |
| Oktave     | 4'      |
| Mixtur VI  | 2.2/3'  |
| Posaune    | 16'     |
| Trompete   | 8'      |
| Schalmey   | 4'      |